# 三角战争
三角战争是1537年至1636年在东南亚马来半岛上展开的一系列战役，涉及的国家势力主要包括马来半岛上的柔佛苏丹国和其附属国、苏门答腊島上的亚齐苏丹国和葡萄牙王国占领的葡属马六甲，荷兰王国也在战争后期介入。由于历时长达百年，也被称为东南亚的百年战争。

## 战争原因
三角战争的爆发，不外乎商业利益、领土和宗教信仰的争夺。马六甲海峡自西元七世纪以来，成为东西方海上贸易线上的要冲，而马六甲海峡恰好位于海峡最窄处，容易控制来往船只，马六甲苏丹王朝是控制东西方海上贸易的重要国家之一。1511年，葡萄牙入侵马来半岛，并占领了马六甲后，即强迫过往的商船缴税，这影响了在苏门答腊島亚齐苏丹国的贸易。葡萄牙也试图将势力伸入苏门答腊島北部，但被崛起的强权亚齐苏丹国驱逐。双方为了争夺海峡控制权和商业利益，决定通过战争的手段，企图达成目的。同样地，葡萄牙占领马六甲后，被迫退守在柔佛的马六甲苏丹王室原有利益也受到严重影响，因为柔佛的商业地位始终比不上马六甲。
其次是领土的要求，马六甲被葡萄牙王国占领是马六甲苏丹皇朝心中的痛。从苏丹马末沙开始，就积极地展开复国战争。即使苏丹马末沙逝世后，其后裔所建立的柔佛苏丹国仍努力继承未竟之志，以期收复马六甲。然而，亚齐苏丹国的强大对柔佛苏丹国而言，也是另一个心腹大患，甚至影响其收复马六甲的计划，也因此失去了海峡控制权。柔佛苏丹国对此不断对亚齐苏丹国发动战争，因此招致亚齐苏丹国的多次的报复。
其三是宗教斗争，由于宗教信仰不同，柔佛与亚齐和葡属马六甲是敌对的阵营，尤其是亚齐，随着穆斯林商人大量於当地匯集，亚齐苏丹国成为对抗信奉天主教葡萄牙人的穆斯林势力代表。虽然柔佛与亚齐在种族、宗教和文化相同，且在对抗葡萄牙的侵略的斗争中，具有共同利益关系，但在海峡控制权和商业利益上又处于对立面。为此，葡萄牙虽然是马六甲的主要敌人，但三方势力皆有各自的利益和要求，彼此之间的矛盾也无法协调，因此三方势力有时会在战争中互相站在同一阵线。

## 背景与过程
1511年7月7日，葡萄牙王国入侵马六甲苏丹王朝，展开马六甲围城战役。最终在8月24日马六甲被葡军攻陷，马六甲皇朝的灭亡。马六甲苏丹马末沙和他的两个儿子和追随者撤退到巴莪和麻坡，展开复国战争。
1526年，葡萄牙发动反击，苏丹马末沙逃往苏门答腊岛的锡巴， 两年后于1528年在锡巴去世。1530年，他的儿子阿拉乌丁二世则重返柔佛，开始创立柔佛苏丹国，并将根据地建立在麻坡。阿拉乌丁继承马六甲苏丹的名义，获得周边地区的支持和忠诚，继续展开复国战争，成为葡属马六甲的竞争对手。他的父亲苏丹马末沙曾6次对葡属马六甲展开复国攻势，但最终失败，到了阿拉乌丁登位时期，国力的军事力量已经大不如前。1533年，阿拉乌丁首次对马六甲展开攻势，但战败而回。葡军随后连番攻打柔佛，双方互有胜负。1536年，葡军成功攻陷麻坡后，阿拉乌丁被迫求和，葡萄牙王国则承认阿拉乌丁为柔佛苏丹，阿拉乌丁则放弃马六甲苏丹的名义，并于1540年定都舊柔佛（Johore Lama）。
1521年，葡萄牙为垄断苏门答腊島北部的商业及控制马六甲海峡而出兵巴塞，但被崛起的强权亚齐苏丹国所击败，葡萄牙势力被逐出苏门答腊島北部，为三角战争的前奏曲。1537年9月，为了报复葡萄牙垄断商业发展，同时为了抢夺马六甲海峡的控制权，以及胡椒与锡的出口，亚齐对马六甲发动第一次攻势，加入马来亚半岛的争斗。虽然攻势以失败告终，但此次的进攻正式开启了三角战争的序幕。

### 战争前期
亚齐的强势崛起，也令柔佛苏丹国感到不安。1539年，亚齐攻取了苏门答腊島东北部小国阿鲁，该国一直以来是柔佛苏丹国的食邑。为了展示实力和打击对手，柔佛联同彭亨和霹雳，结集一支舰队与亚齐展开海战。柔佛联军利用当地潮汐的了解，成功击败了亚齐的强大舰队，亚齐对此丧失1万3000名士兵。此次胜利是柔佛苏丹国自马六甲淪陷以来首次大捷，不但抢回阿鲁的统治权长达40年，也振奋长期面对葡萄牙战事失利的人心。
亚齐虽然在战役中遭受重大损失，但由于地理位置优越，而从印度的贸易中大量获利，很快便恢复元气，国力日增。 柔佛苏丹国则取得一时的胜利，但也无法改变其劣势，面对亚齐多次的威胁，柔佛则一直处于守势。葡属马六甲则处于隔岸观火的态度，乐见两国互相厮杀。不过这种情况在1547年开始改变。持续强大的亚齐苏丹国开始向马六甲展开掠夺和攻击行动，并成功在马六甲土地上登陆时震惊了葡军。葡属马六甲对此向柔佛苏丹国结盟，柔佛在麻坡河流上集结军队，但选择袖手旁观，亚齐最后被葡军从北大年驶援的船舰驱逐。
1551年，柔佛与葡属马六甲虽然已经结盟，但依然希望夺回马六甲。柔佛企图进行一次突袭行动，联同盟友彭亨、霹雳和爪哇佯攻亚齐，实际是偷袭马六甲。但是偷袭的消息泄漏，被有所准备葡军阻止，柔佛联军决定围城，断绝葡军的糧食。葡军发布謠言，称有一支葡萄牙舰队前往攻击柔佛联军后方的港口地市，迫使柔佛联军撤退。3个月的围城至此方休，柔佛联军对此损失惨重。亚齐则对此也不予协助，僅僅旁观战争的演进。
此次战役后，三方势力维持短暂和平，相对平静了十餘年。三角战争的前期可以视为，柔佛和亚齐均採取主动，主要对象为葡属马六甲，后者则採取守势。

### 战争中期
三方的攻守形式，从1564年起出现了微妙的变化。亚齐意识到要消灭葡属马六甲，夺取海峡的贸易控制权，非先攻克柔佛不可，使开始将攻击矛头对向马来半岛上的其他苏丹王国。亚齐对此出兵突袭柔佛苏丹国，同时也回报1547年战役，柔佛的袖手旁观之仇。亚齐重新占领阿鲁，继而攻陷柔佛首都，苏丹阿拉乌丁二世因此被俘，最终死于亚齐。之后，亚齐改变政策，採取怀柔方式，扶立阿拉乌丁的儿子目扎法沙二世（Sultan Muzaffar II Shah）即位，希望与柔佛言和，共同对抗葡萄牙。
柔佛的后顾之忧解决以后，亚齐多次对马六甲发动攻击，皆无功而返。1567年，亚齐攻打马六甲失败后，将责任归咎于柔佛舰队的姗姗来迟，並採取报复手段，焚毁柔佛河的村庄。亚齐之后在1573和1575年再次攻打马六甲，但皆无法攻破法摩沙城堡。1575年的军事失利后，亚齐在退兵之际攻陷霹雳苏丹国，扶持傀儡苏丹，建立支持亚齐的苏丹国，此后霹雳被亚齐控制达百年之久。
亚齐的军事威胁促便柔佛与葡萄牙進一步合作。1582年，亚齐入侵马来半岛，柔佛与葡萄牙联合抗击亚齐，成功将之击败。柔佛与葡萄牙后来因为商业问题导致关系恶化。1584年，爪哇商船开始不向葡萄牙，卻向柔佛纳税，使葡萄牙进行报复行动，召回在柔佛的商人，並劫掠柔佛的商船。柔佛对此封锁新加坡海峡，阻止葡萄牙商船通航；葡萄牙则另尋一条新航道，以替代舊有的航道。这些对立行动迫使柔佛在1586年发动水陆大军围攻马六甲。1587年，葡萄牙在印度殖民地果阿的援军赶到，成功击败了柔佛军队，同时也摧毁了柔佛首都，使柔佛实力元气大伤。出逃的柔佛苏丹阿都查利，利雅沙（Abdul Kalil Riayat Shah）在逃亡期间逝世，其子阿拉乌丁三世即位后，在峇株沙瓦（Batu Sawar）建立首都。
三角战争的中期，以亚齐为主导，同时向柔佛苏丹国与葡属马六甲发动攻势，但並沒有因此占有多大的优势。

### 战争后期
柔佛苏丹国在峇株沙瓦建都期间，准许荷兰王国的商人在此建立商业据点，並与柔佛结盟，藉此寻求夺取马六甲海峡的贸易机会。但双方的合作关系因在1606年联合进攻马六甲行动失败后而告终。葡萄牙人对于荷兰人的到来感到倍受压力，决定全力驱逐荷兰王国在东南亚的贸易威胁，並主动寻求亚齐的合作。
1607年，亚齐新任苏丹马可打阿蓝（Mahkota Alam）即位后，对马来亚半岛上的苏丹国展开多次进攻，但仍然对葡属马六甲一筹莫展。1613年，他攻打柔佛苏丹国，成功攻陷首都峇株沙瓦，生擒柔佛苏丹阿拉乌丁三世和其弟。1615年，阿拉乌丁三世在亚齐逝世，其弟被送回柔佛继承王位，称号苏丹阿都拉·马雅沙（Abdulah Ma stay Shah），並迎娶亚齐公主。苏丹阿都拉·马雅沙暗中与葡萄牙合作，寻求脱离亚齐的控制，但被亚齐发现，首都峇株沙瓦再次被亚齐军队夷为平地。苏丹阿都拉·马雅沙被迫迁都到龙牙群岛（Lingga）。 亚齐军队在1617年、1619年和1621年先后攻占彭亨、霹雳和吉打，将过去马六甲苏丹皇朝的领土纳入版图，并控制马六甲海峡。柔佛苏丹对此遗弃亚齐公主，结果引起亚齐苏丹国的愤恨，于1623年出兵攻陷龙牙群岛，柔佛苏丹阿都拉·马雅沙被迫过着流亡的生涯，直到亚齐衰弱之前。柔佛苏丹国在此期间沒有固定的王都，这也是亚齐苏丹国最强盛的时期。
亚齐面对葡属马六甲也沒有閒着，并在1615年在麻坡沿海地区与葡军激战数日。1616年，亚齐与柔佛曾策划攻取马六甲，但以失败告终。亚齐苏丹国占领和解决马来半岛上其他苏丹国的威胁后，在1627年对葡属马六甲展开开战以来最长和最大的围攻行动。亚齐将马六甲重重围困两年多，最后被派来增援的葡萄牙军队击败。亚齐不甘就此失败，决定集结所有的船只和武器，派遣19,400名士兵发动总决战，但被葡萄牙击败到溃不成军，只有数十人安全返回亚齐报信。此战之后，亚齐苏丹国便一蹶不振，这次的胜利也为葡萄牙帶来一个短暂喘息的机会，但其优势开始转移至大英帝国和荷兰王国手中。到了1635年，荷兰王国舰队成功截断葡萄牙在马六甲海峡的贸易。1636年，亚齐苏丹马可打阿蓝也逝世，亚齐苏丹国国力中衰，无力再发动战争，三角战爭也正式结束。

## 结果
参战的三个主要势力均无绝对的优势可将对方击败，最后三败俱伤，致使荷兰王国来临时，轻而易举就占领了马六甲。
三角战争的后期，以亚齐苏丹国苏丹马可打阿蓝为主导，虽然他多次攻打马来半岛，扩张领土，但仍然无法改变整体局势。葡属马六甲在战争后期已经成为强弩之末，但仍然屹立，柔佛苏丹国经过多次歼灭战后，仍然继续存在，沒有被消灭。
历时百年的三角战争，基本上以亚齐苏丹国为攻击主力，大部分的战役都由其发起。由柔佛苏丹国发起的战役僅少数几次。葡属马六甲赖其堅固的堡垒，僅採取基本守势，在战争的中后期开始，葡萄牙其实已经沒有太多的军力可以发动战争。到了西元十七世纪初期，荷兰王国开始加入战线，使得整体战局开始改变，最终荷兰王国成功取代葡萄牙，占领马六甲。葡属马六甲经过长期的被围攻后，战火严重破坏其商业经济，荷兰王国攻打马六甲时，葡军已无力反抗；亚齐苏丹国经过长期的征战，国力也受到严重的消耗殆尽，在其极盛时期虽然曾经控制马来半岛多个地区，但在1641年以后，其势力也不得不从此退出马来半岛；柔佛苏丹国则同时应付葡萄牙和亚齐，两面作战也使得国力大损，往后虽然得以重建，並恢复了马六甲以外马来半岛各地的宗主权，但此后其国势始终无法強盛起来。